# Kari Karhunen
Kari Karhunen (ur. 1915, zm. 1992) – fiński matematyk i statystyk. Współtwórca transformacji Karhunena–Loèvego oraz twierdzenia Karhunena–Loèvego.